# Erdmann & Rossi
Pour les articles homonymes, voir Erdmann et Rossi.
Erdmann & Rossi est une ancienne entreprise de design et de carrosserie automobile allemande de prestige, fondée en 1906 à Berlin, en activité jusqu'en 1949,.

## Historique
Cette entreprise est fondée à Berlin en 1898 par le charron berlinois Willy Erdmann, pour fabriquer des voitures hippomobiles. Le concessionnaire automobile italo-allemand Eduard Rossi s'associe alors à l'entreprise en 1906 (jusqu'à sa disparition en 1909) pour la transformer en « Erdmann & Rossi » et se spécialiser dans la création de carrosseries exclusives de prestige, sur commande, avec une cinquantaine d'employés, et des clients de prestige, tels que l'empereur allemand Guillaume II qui commande à la marque des voitures d'exception comme cadeaux à des chefs d'État étrangers de l'époque. 

Quelques carrosseries Erdmann & Rossi
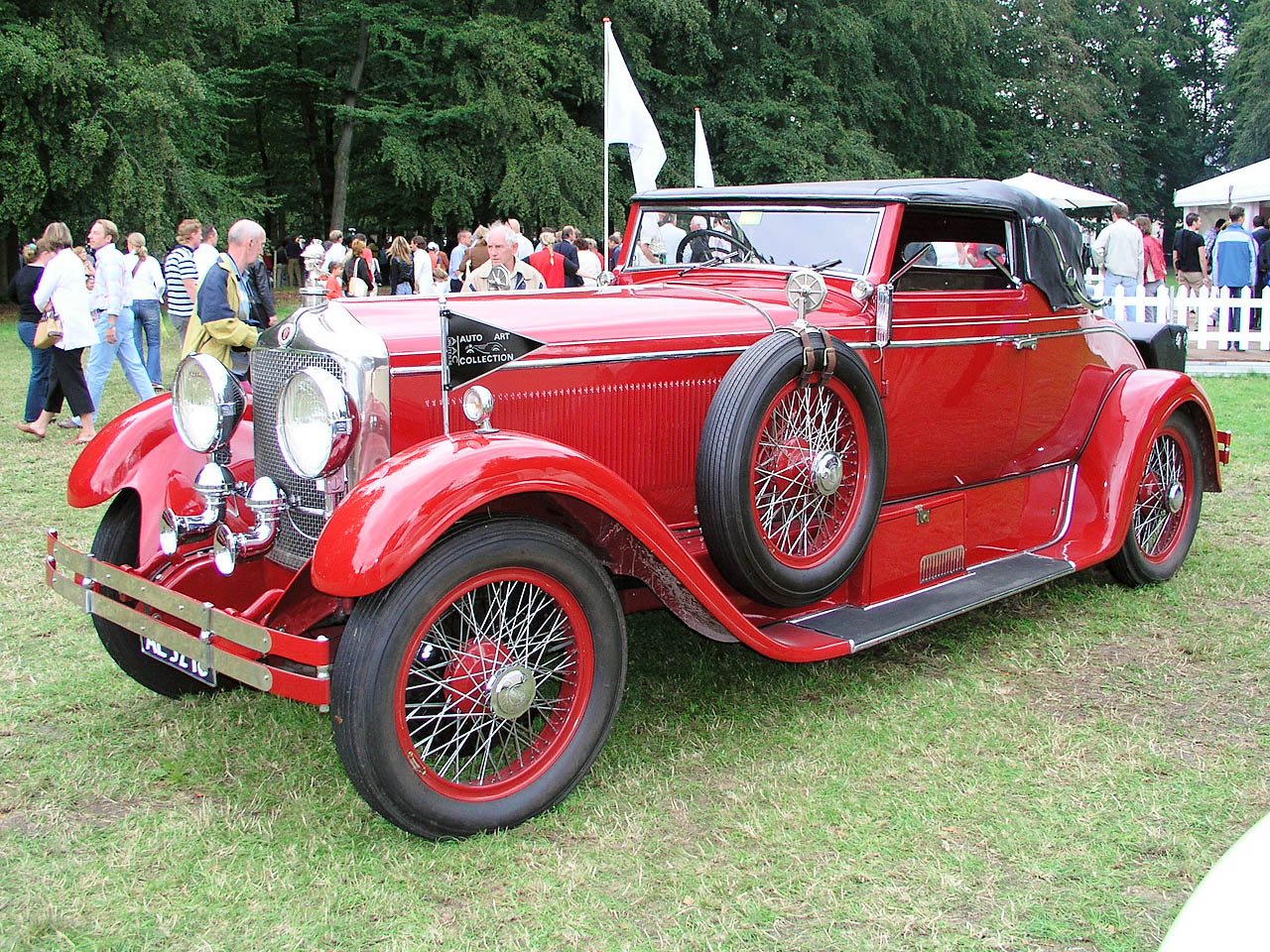
Minerva AF 30 CV Erdmann & Rossi (1926)
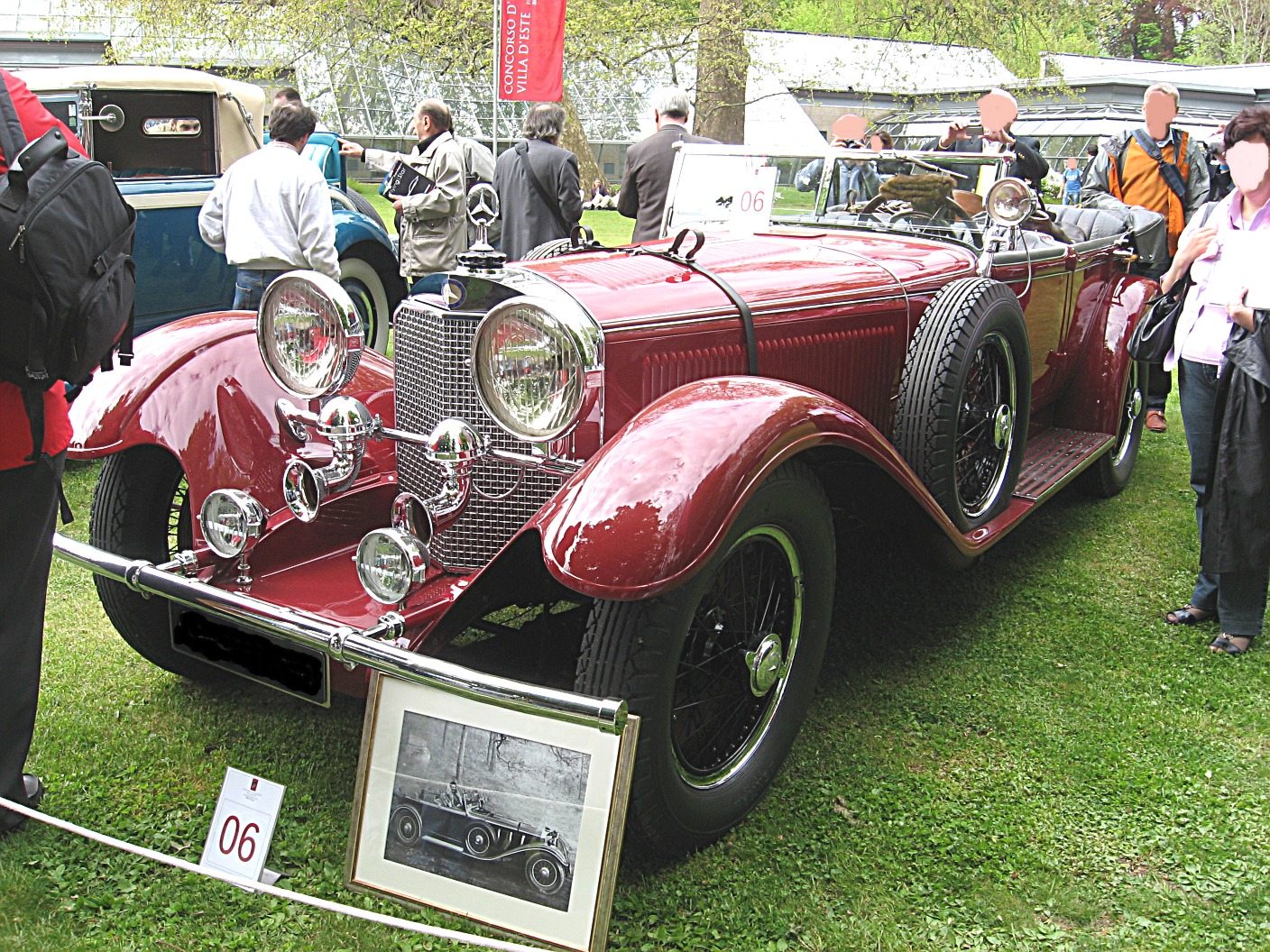
Mercedes-Benz 680 S Erdmann & Rossi (1928)
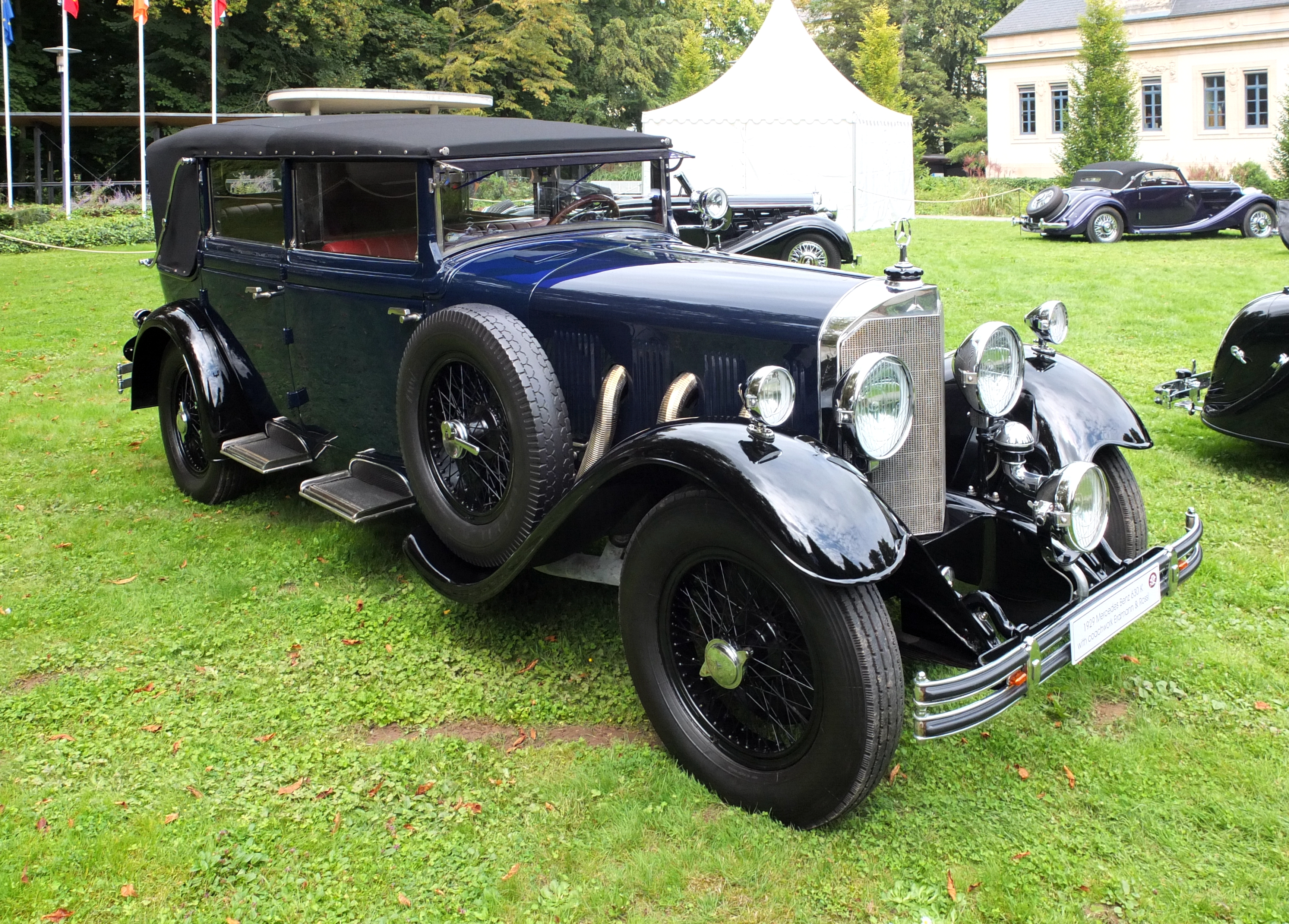
Mercedes-Benz 630 K Erdmann & Rossi (1929)

Friedrich Peters (puis son frère Richard Peters en 1936) succèdent à Willy Erdmann au moment de sa retraite, pour développer l’entreprise dans son âge d'or du haut de gamme automobile de prestige exclusif d'entre-deux-guerres, avec jusqu’à près de 250 employés, en produisant des carrosseries entre autres pour des châssis-moteurs Daimler-Mercedes-Benz, BMW, Audi, Maybach Zeppelin, Maybach, Horch, Minerva, Bugatti, Hispano-Suiza, Packard, Bentley ou Rolls-Royce... 

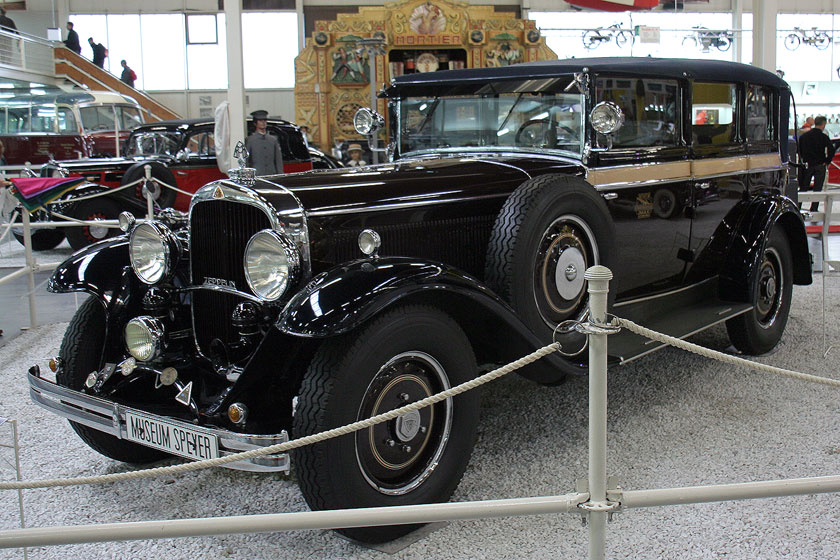
Maybach Zeppelin DS7 Erdman & Rossi (1930)
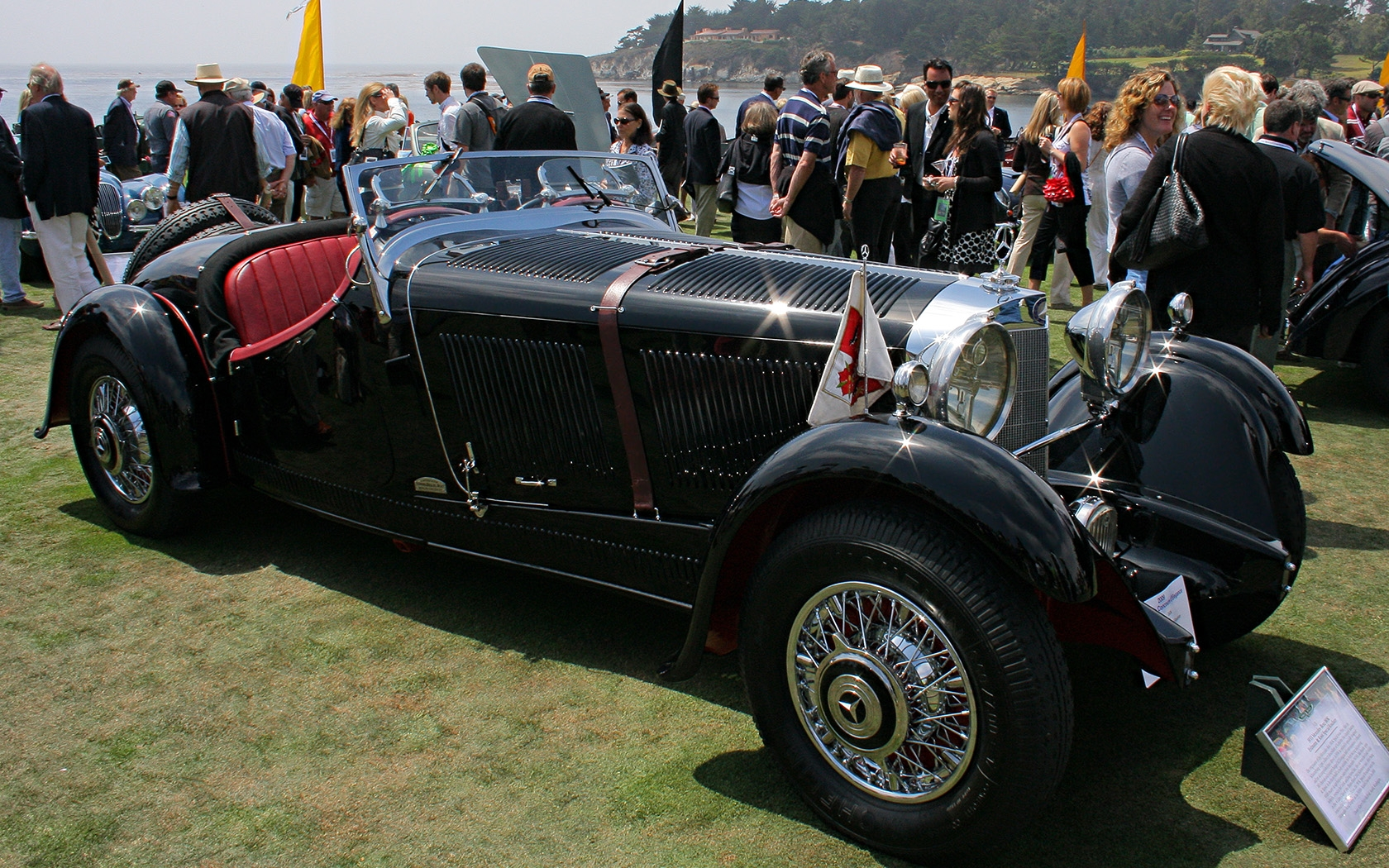
Mercedes-Benz 380K Erdmann & Rossi (1933)
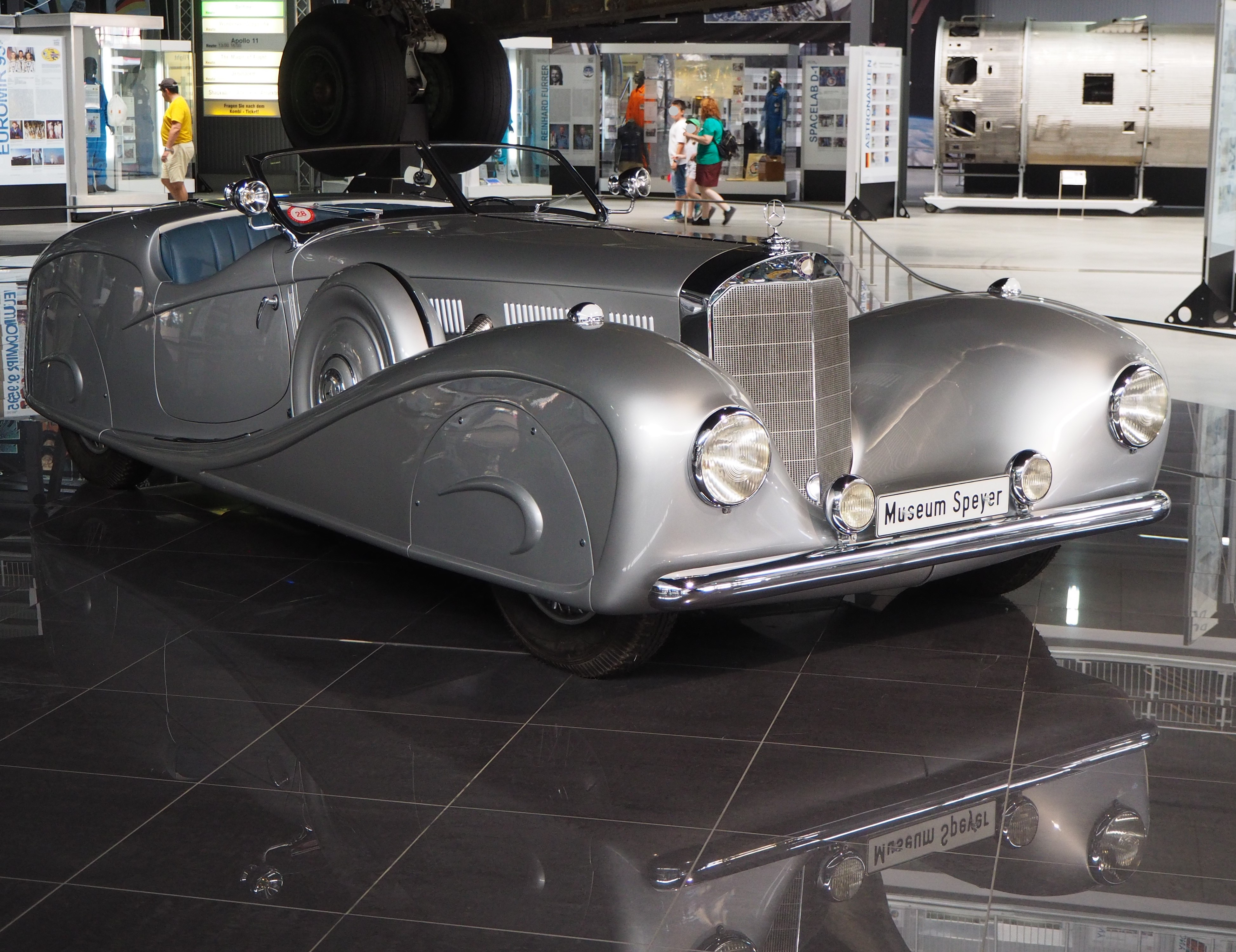
Mercedes-Benz 500K Erdmann & Rossi (1935)
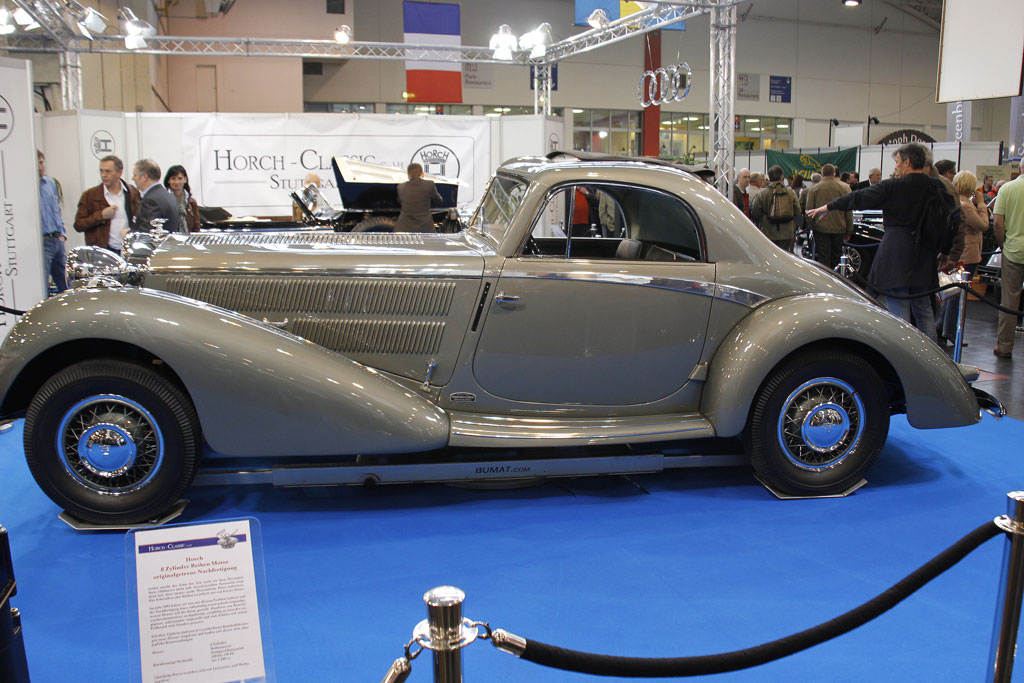
Horch 853 Erdmann & Rossi (1937)
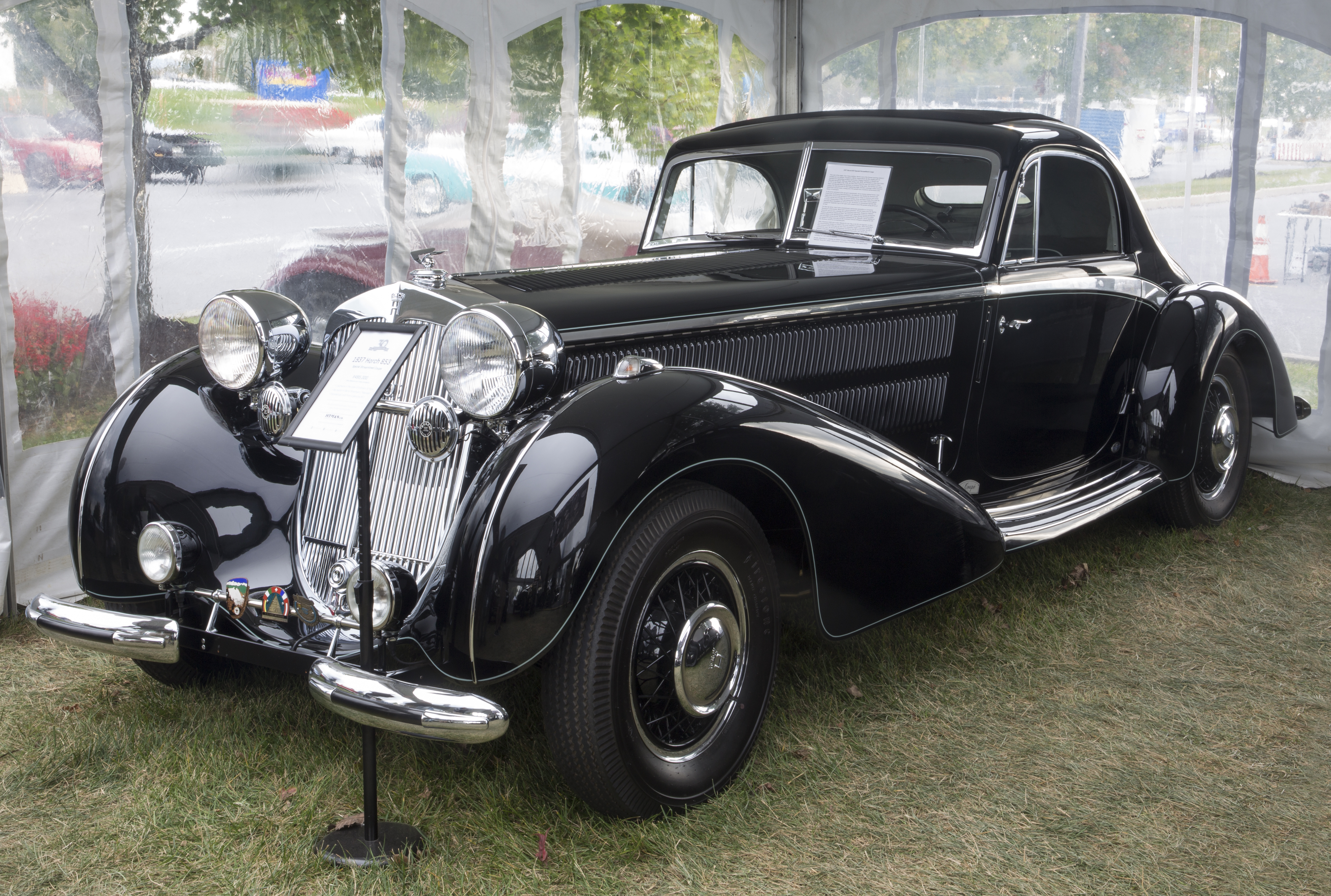
Horch 853 Manuela  Erdman & Rossi (1937)
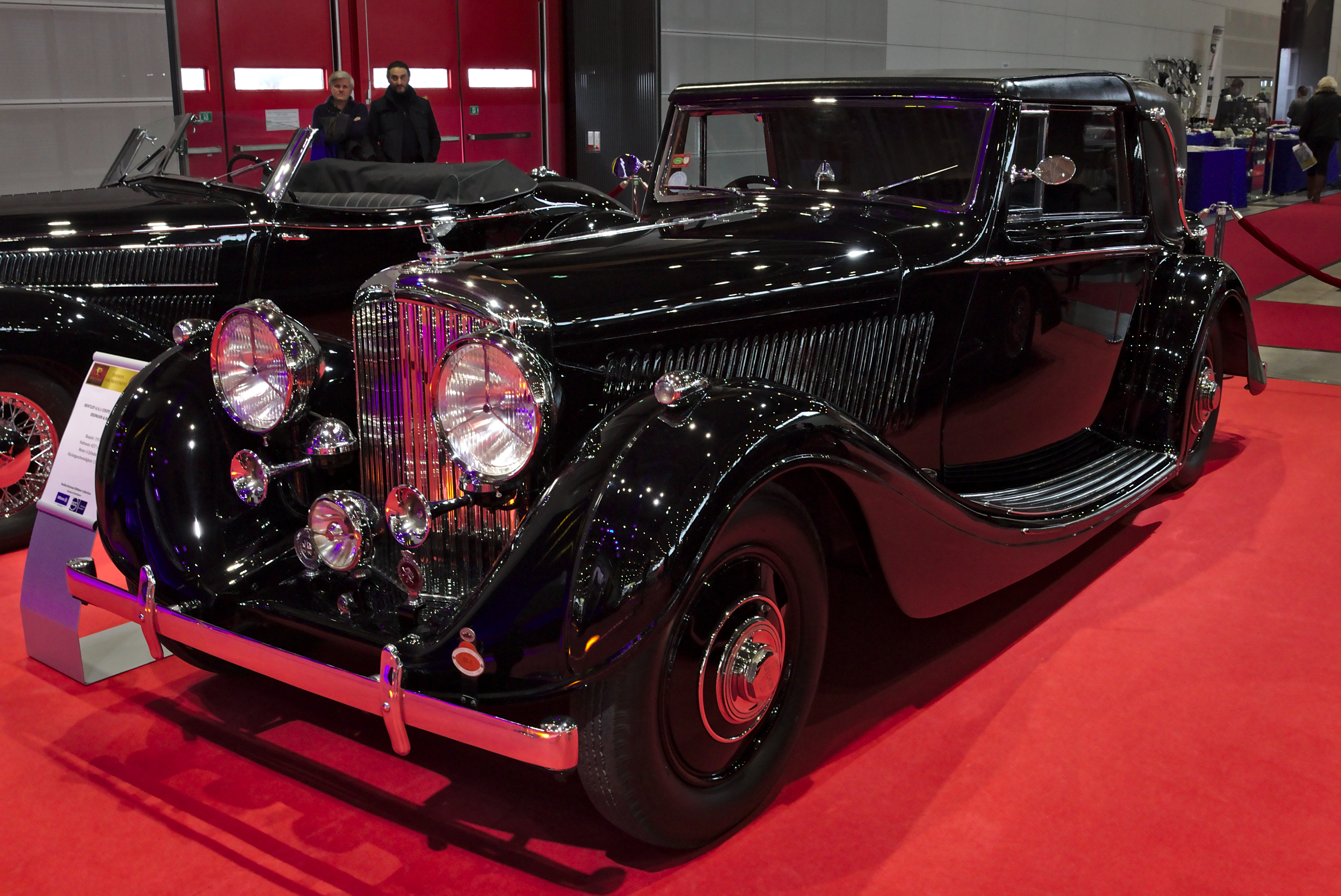
Bentley 4¼ Litre Erdman & Rossi (1938)
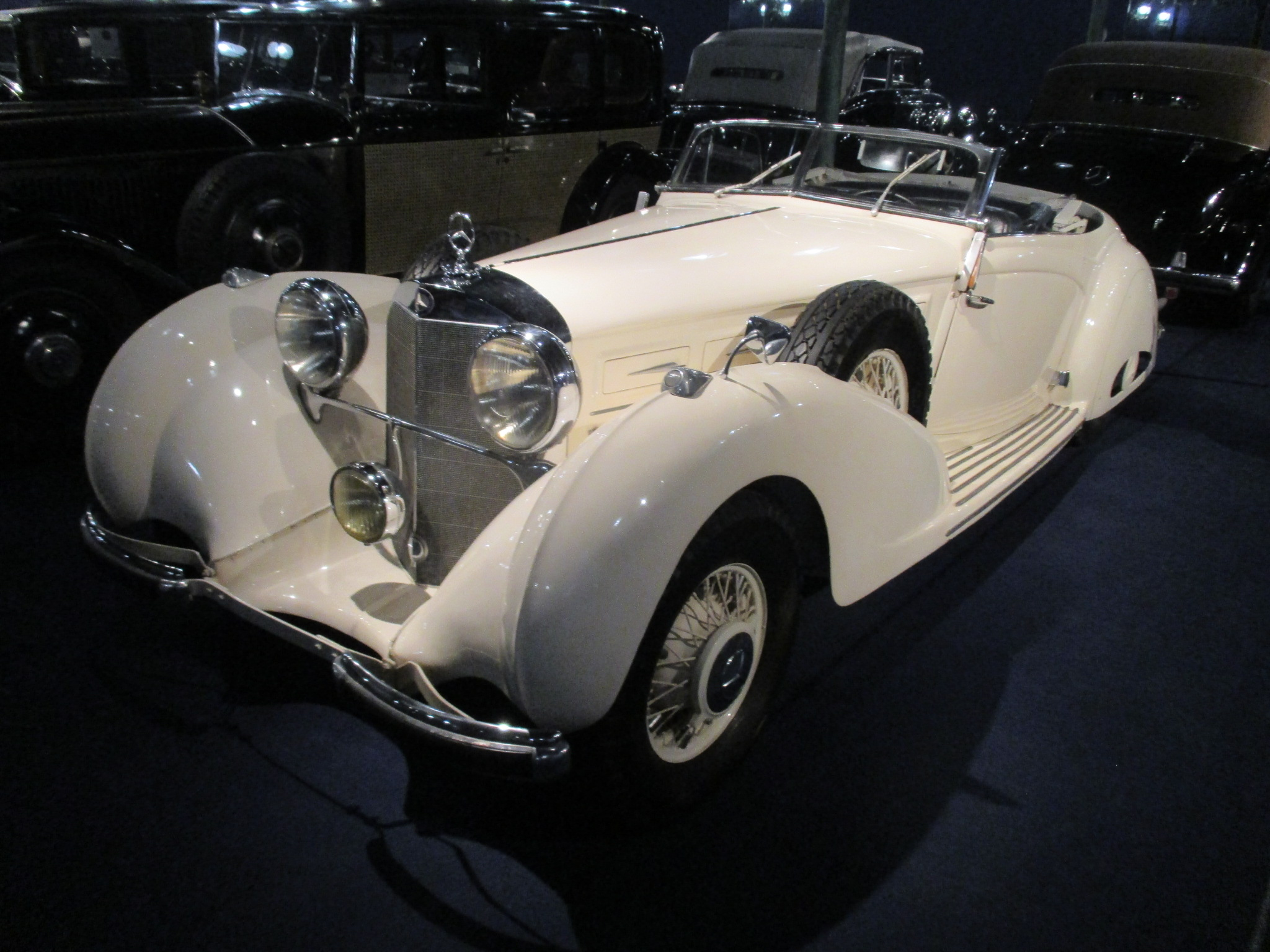
Mercedes-Benz 540K Erdmann & Rossi (1938)
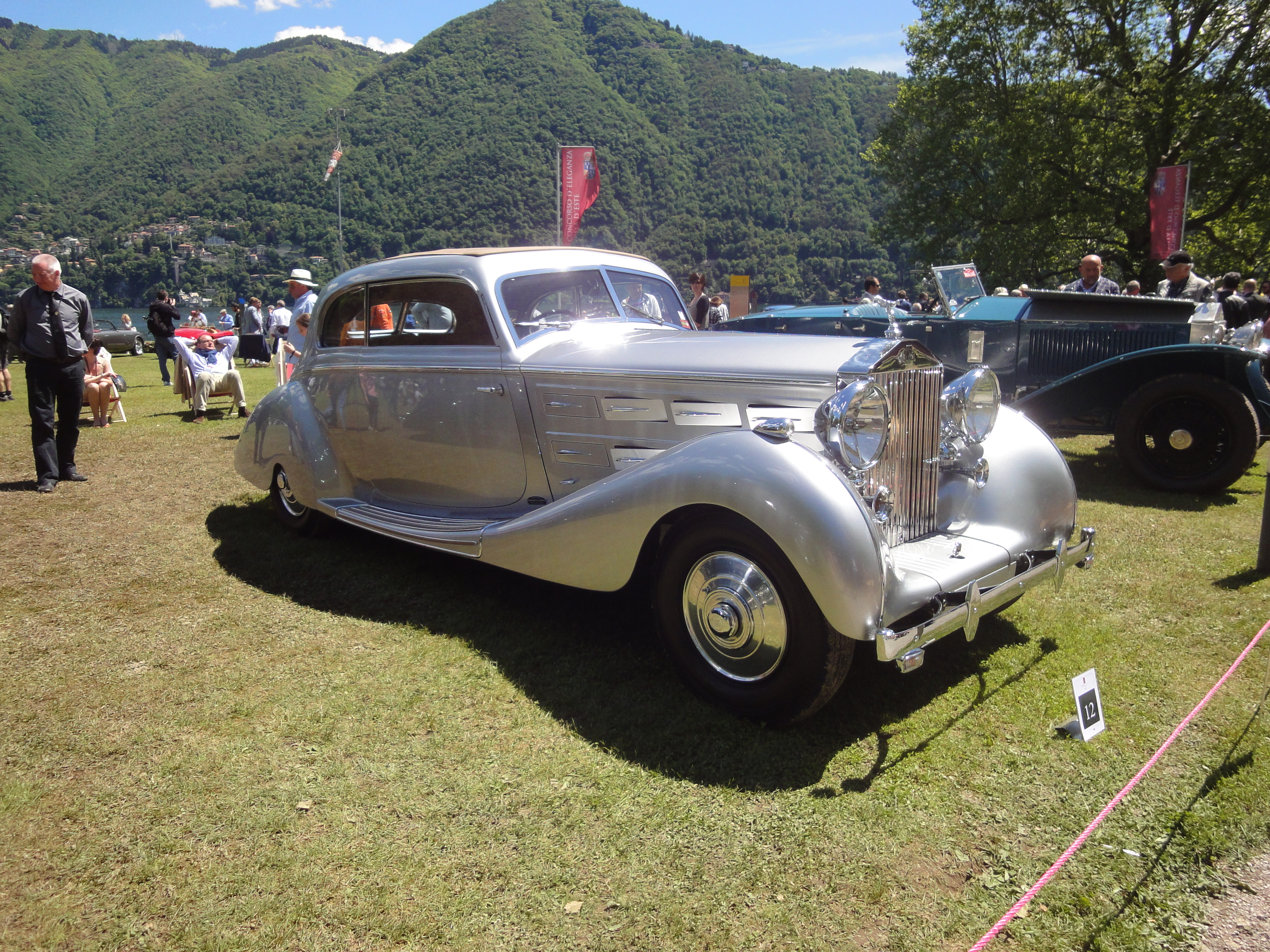
Rolls-Royce Wraith Erdmann & Rossi (1938)

L'entreprise est réquisitionnée avec l'industrie allemande pour l'effort de guerre de la Seconde Guerre mondiale. Affaiblie par les destructions de guerre et l'économie difficile d'après-guerre, l'entreprise fabrique sa dernière carrosserie en 1949 (après en avoir fabriqué environ 700) avant de cesser son activité de production et se consacrer un temps à la réparation de ses précédents modèles.